# Authausen
Authausen ist ein Ortsteil der Gemeinde Laußig im Landkreis Nordsachsen in Sachsen.

## Geografie
Authausen liegt im Naturpark Dübener Heide zwischen den Städten Bad Düben und Torgau an der Kreisstraße 7414, die den Ort mit Görschlitz und Kossa verbindet. Südlich führt die Bundesstraße 183 am Ort vorbei. Östlich von Authausen befindet sich das Naturschutzgebiet Presseler Heidewald- und Moorgebiet. In der Flur Authausens befindet sich die Wüstung Dielitz.

## Geschichte
Authausen ist von der Siedlungsform her ein erweitertes Straßendorf. Der Ort ist seit über 1.000 Jahren besiedelt. Authausen wird als Uthusen im Jahr 1218 erstmals urkundlich erwähnt. Der Ort gehörte bis 1815 zum kursächsischen Amt Düben. Durch die Beschlüsse des Wiener Kongresses kam er zu Preußen und wurde 1816 dem Kreis Bitterfeld im Regierungsbezirk Merseburg der Provinz Sachsen zugeteilt, zu dem er bis 1944 gehörte. Im Zuge der Gebietsreform in der DDR kam Authausen im Jahr 1952 zum Kreis Eilenburg.
Der Ort war bis 1996 eine selbstständige Gemeinde. Am 1. Juli 1996 wurde Authausen nach Kossa eingemeindet. 2007 wurde Kossa nach Laußig eingemeindet; seitdem ist Authausen ein Ortsteil der Gemeinde Laußig.

### Einwohnerentwicklung
| Jahr | Einwohner |
| ---- | --------- |
| 1794 | 462       |
| 1800 | 540       |
| 1818 | 477       |
| 1895 | 642       |
| 1925 | 647       |
| 1939 | 590       |

| Jahr | Einwohner |
| ---- | --------- |
| 1946 | 859       |
| 1950 | 815       |
| 1964 | 643       |
| 1990 | 553       |

Die Einwohnerzahl Authausens lag 1818 bei knapp 500. Bis zur Jahrhundertwende stieg die Einwohnerzahl auf bis zu 647 im Jahr 1925. Beim Ausbruch des Zweiten Weltkrieges lag die Einwohnerzahl bei 590 Einwohnern. Nach Ende des Krieges stieg die Einwohnerzahl auf über 850, was den historischen Höchststand darstellt. Zur Zeit der DDR schrumpfte die Einwohnerzahl wieder. 1990 lebten knapp über 550 Menschen in Authausen.

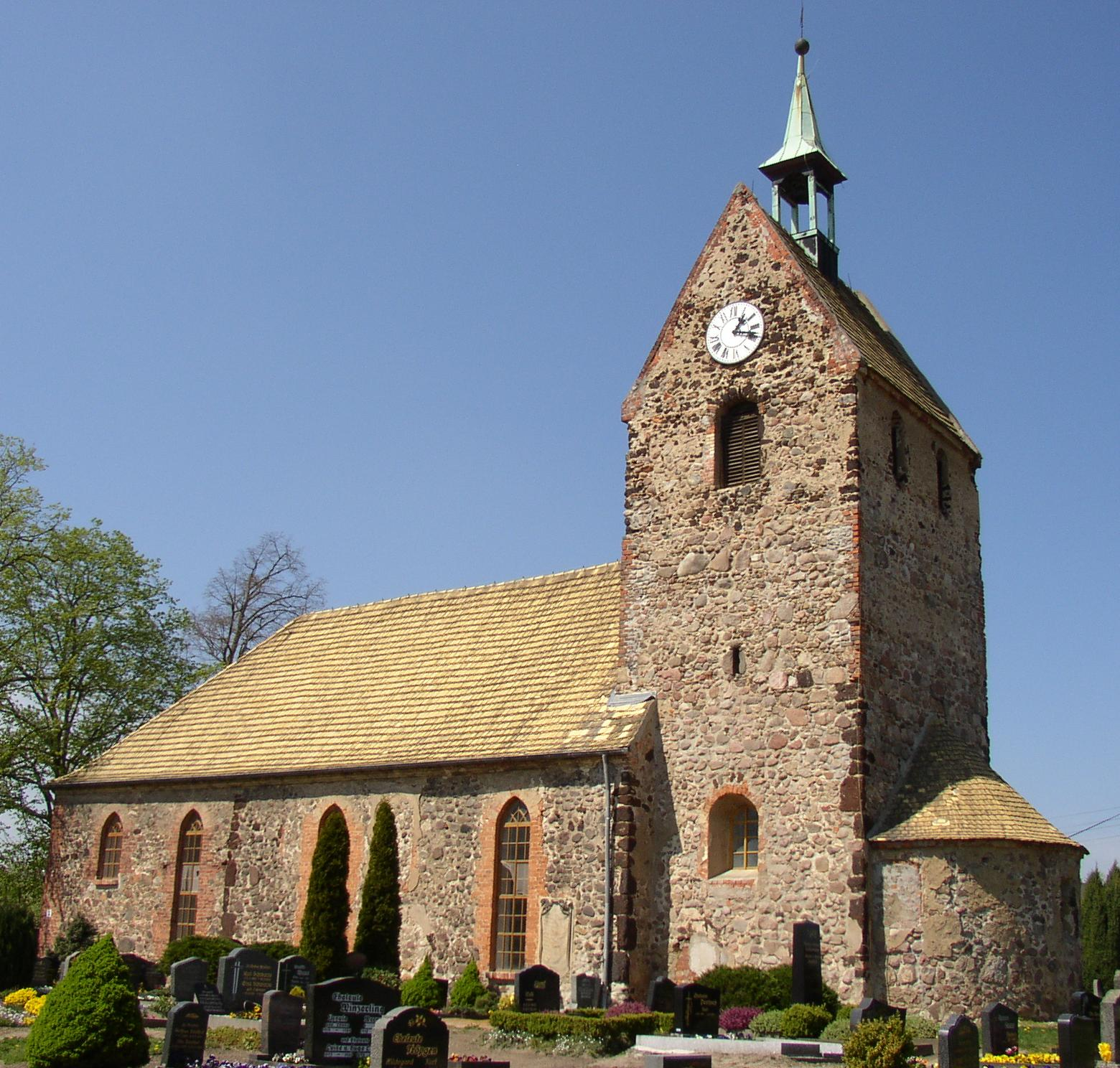
Kirche in Authausen

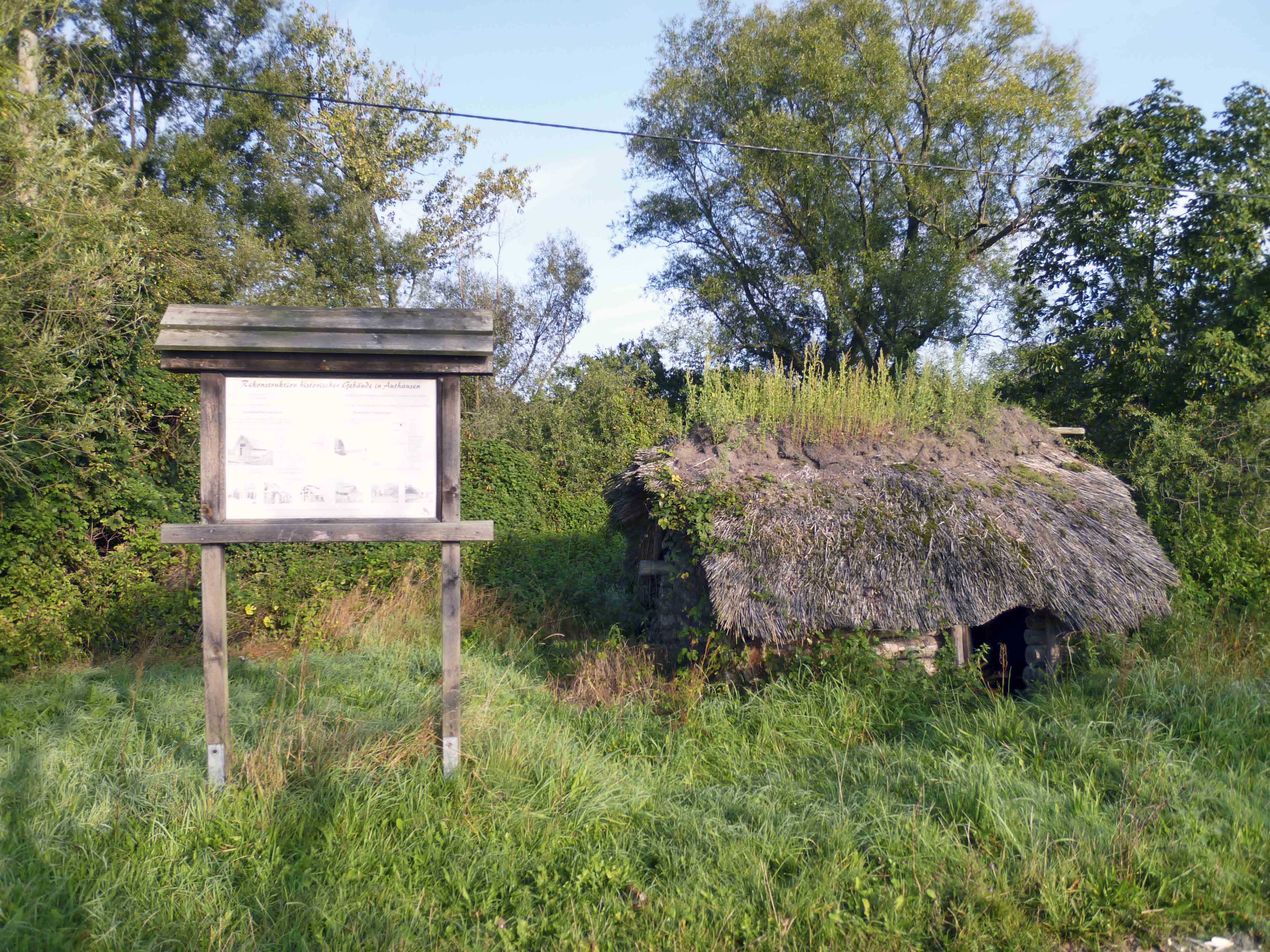
Rekonstruiertes Grubenhaus von Authausen

## Kultur
In Authausen befindet sich ein Bürgerhaus, welches 180 Personen Platz bietet und zudem über Vereinsräume und Büros verfügt. Es war der Sitz der Gemeindeverwaltung und beheimatet heute einen Jugendclub. Außerdem verfügt Authausen über eine Grundschule, die seit 1877 existiert, über einen Kindergarten und über eine Freiwillige Feuerwehr.

## Sehenswürdigkeiten
Die Dorfkirche Authausen stammt aus dem 12. oder 13. Jahrhundert. Sie ist aus Feldsteinen erbaut. 1830 wurde die Kirche erweitert, jedoch ist der romanische Ursprung noch erkennbar. Während des Zweiten Weltkrieges wurde das Glockenläuten verboten, da der Kirchturm marode war und einzustürzen drohte. 1948 wurde als Ersatz ein Glockenturm ebenerdig erbaut. In den 1990er Jahren wurde der Kirchturm wieder restauriert.
Das Ensemble der historischen Bockwindmühlen Fiehn und Ludwig der Gemeinde Laußig an der Görschlitzer Straße in Authausen gehört zur Mühlenregion Nordsachsen. Die ältere Mühle Ludwig ist bereits seit 1619 nachweisbar und stammt in der heutigen Form von 1713. Anfang des 20. Jahrhunderts wurde der Betrieb auf einen Ölmotor, 1943 auf elektrischen Antrieb umgestellt. Die Mühle blieb bis 1985 in Betrieb und ist seit 2008 als Schauanlage mit Windkraft funktionstüchtig. Die Windmühle Fiehn entstand im 19. Jahrhundert und wurde, zuletzt um 1940 erneuert, noch bis 1975 betrieben. Das Gebäude ist bis heute erhalten, besitzt jedoch keine Mahltechnik mehr.